# ایوون نیوورتس
ایوون نیوورتس (آلمانی: Yvonne Neuwirth؛ زاده ۴ اوت ۱۹۹۲) یک تنیس‌باز اهل اتریش است.